# Al-Ittihad (Palästina)
Der Al-Ittihad Club (arabisch نادي الاتحاد الرياضي, DMG Nādī l-Ittiḥād ar-riyāḍī) oder kurz einfach nur Ittihad Nablus ist eine palästinensische Fußballmannschaft aus der Stadt Nablus.

## Geschichte
Der Klub wurde im Jahr 1932 gegründet. Die Aktivitäten des Klubs wurden aber einerseits in der Zeit des britischen Mandats und der Nakba unterbrochen. Am 25. Mai 1962 wurden jedoch mit einer ersten Veranstaltung des al-Ittihad Sports Club im Al-Mansheya Park ein Neustart eingeleitet.
Mindestens ab der Saison 2005/06 spielte man in der erstklassigen West Bank Premier League, wo man aber Letzter wurde. Nach der Saison 2008/09 landete die Mannschaft auf dem 22. Platz der letztmals als große Tabelle ausgespielten Liga, damit ging es direkt in die dritte Liga hinunter. Bis heute gelang es dem Klub nicht mehr in eine erste Spielklasse zurückzukehren.